# Manjushree Thapa
Pour les articles homonymes, voir Thapa (homonymie).
Manjushree Thapa (मञ्जुश्री थापा), née à Kathmandou en 1968, est une femme de lettres népalaise, écrivant essentiellement en langue anglaise.

## Biographie
Fille d'un ministre et ambassadeur, Manjushree Thapa grandit au Népal, au Canada et aux États-Unis. Elle commence à écrire après avoir terminé des études en photographie à l'École de design de Rhode Island. Son premier ouvrage, Mustang Bhot in Fragments («la région tibétaine du Mustang en fragments») paraît en 1992. C'est un récit de voyage au Mustang, une région du Nord-Est du Népal, mêlant fiction et observations. En 2001, elle publie le roman The Tutor of History,  commencé  à l'université de Washington, dans un cursus de création littéraire. L’œuvre est une saga sociale ayant pour toile de fond une campagne électorale dans une petite ville népalaise. Son ouvrage le plus connu est Forget Kathmandu : An Elegy for Democracy («Oublier Katmandou : une élégie pour la démocratie»), publié en 2005 quelques semaines avant le coup de force du roi Gyanendra le 1er février 2005. Elle y livre sa vision de l'histoire de son pays, ses constats et ses espoirs sur l'instauration d'une véritable démocratie.
Après la publication du livre, elle quitte le pays pour manifester son refus de l'autoritarisme du roi. En 2007, de retour après la destitution du monarque, elle publie un recueil de nouvelles, Tilled Earth («La terre labourée»). En 2009, elle consacre une biographie à un écologiste népalais : A Boy from Siklis: The Life and Times of Chandra Gurung. L'année suivante, elle publie un roman, Seasons of Flight, puis en 2011,  un recueil de fictions, The Lives We Have Lost : Essays and Opinions on Nepal. Elle  contribue également, ponctuellement, au New York Times.
Au cours de l'automne et de l'hiver 2011, elle est écrivaine en résidence à la Barton House à Dawson City, dans le Yukon, au Canada.

## Principales publications

### Fictions
- Tutor of History (2001)
- Tilled Earth (2007)
- Seasons of Flight (2010)
- All Of Us in Our Own Lives (2016)

### Essais et autres ouvrages
- Mustang Bhot in Fragments (1992)
- Forget Kathmandu (2005)
- A Boy from Siklis (2009)
- The Lives We Have Lost (2012)

### Traductions en français
- Les saisons de l'envol, trad. Esther Ménévis, Albin Michel, 2013[2],[3].
- Le bouddha prenant la terre à témoin, nouvelle, trad. Benoîte Dauvergne, in Jentayu n°3, 2016.